# Тянь Жань
Тянь Жань (нар. 8 січня 1994) — колишня китайська тенісистка.
Найвищу одиночну позицію світового рейтингу — 297 місце досягла 24 жовтня 2016, парну — 212 місце — 10 червня 2013 року.
Здобула 3 одиночні та 7 парних титулів туру ITF.

## Фінали ITF

### Одиночний розряд (3–2)
| Легенда          |
| ---------------- |
| турніри $100,000 |
| турніри $75,000  |
| турніри $50,000  |
| турніри $25,000  |
| турніри $10,000  |

| Фінали за покриттям |
| ------------------- |
| Тверде (3–2)        |
| Ґрунт (0–0)         |
| Трава (0–0)         |
| Килим (0–0)         |

| Результат | Ранг | Дата            | Турнір             | Покриття | Суперниця    | Рахунок       |
| --------- | ---- | --------------- | ------------------ | -------- | ------------ | ------------- |
| Перемога  | 1.   | 5 квітня 2010   | ITF Нінбо, КНР     | Тверде   | Чжен Сайсай  | 6–2, 6–3      |
| Перемога  | 2.   | 31 грудня 2012  | ITF Гонконг, КНР   | Тверде   | Лян Чень     | 7–6, 2–6, 6–3 |
| Поразка   | 1.   | 10 березня 2014 | ITF Шеньчжень, КНР | Тверде   | Чжан Кайлінь | 0–6, 7–5, 1–6 |
| Перемога  | 3.   | 13 грудня 2015  | ITF Гонконг, КНР   | Тверде   | Емма Лайне   | 6–2, 6–3      |
| Поразка   | 2.   | 13 березня 2016 | ITF Нанкін, КНР    | Тверде   | Лю Фанчжоу   | 3–6, 2–6      |

### Парний розряд (7–9)
| Легенда          |
| ---------------- |
| турніри $100,000 |
| турніри $75,000  |
| турніри $50,000  |
| турніри $25,000  |
| турніри $15,000  |
| турніри $10,000  |

| Фінали за покриттям |
| ------------------- |
| Тверде (6–6)        |
| Ґрунт (1–2)         |
| Трава (0–1)         |
| Килим (0–0)         |

| Результат | Ранг | Дата            | Турнір                     | Покриття | Партнерка    | Суперниці                      | Рахунок           |
| --------- | ---- | --------------- | -------------------------- | -------- | ------------ | ------------------------------ | ----------------- |
| Перемога  | 1.   | 28 червня 2010  | ITF Хефей, КНР             | Тверде   | Чжен Сайсай  | Bai Xi Чжан Кайлінь            | 6–0, 6–4          |
| Перемога  | 2.   | 21 лютого 2011  | Анталія, Туреччина         | Тверде   | Лян Чень     | Ольга Панова Марина Шамайко    | 6–7, 7–5, 6–4     |
| Перемога  | 3.   | 28 лютого 2011  | Анталія, Туреччина         | Тверде   | Лян Чень     | Дарія Юрак Катажина Кава       | 4–6, 6–2, 6–4     |
| Поразка   | 1.   | 3 квітня 2011   | Веньшань (місто), КНР      | Тверде   | Лян Чень     | Аояма Сюко Фудзівара Ріка      | 4–6, 0–6          |
| Поразка   | 2.   | 9 січня 2012    | Пінго, КНР                 | Тверде   | Лян Чень     | Као Шао-юань Чжао Їцзін        | 6–3, 6–7, [7–10]  |
| Поразка   | 3.   | 2 липня 2012    | Хучжу, КНР                 | Ґрунт    | Ван Яфань    | Лі Їхон Чжан Кайлінь           | 6–3, 4–6, [6–10]  |
| Поразка   | 4.   | 9 липня 2012    | Хучжу, КНР                 | Ґрунт    | Лі Їхон      | Лі Тін Лян Чень                | 5–7, 6–3, 6–10    |
| Перемога  | 4.   | 31 грудня 2012  | Гонконг, КНР               | Тверде   | Тан Хаочень  | Ходзумі Ері Мію Като           | 6–2, 6–1          |
| Поразка   | 5.   | 20 травня 2013  | Таракан (місто), Індонезія | Тверде   | Тан Хаочень  | Наомі Броді Теодора Мирчич     | 2–6, 6–1, [5–10]  |
| Поразка   | 6.   | 10 лютого 2014  | Нонтхабурі, Таїланд        | Тверде   | Тан Хаочень  | Варатчая Вонгтінчай Чжан Лін   | 6–2, 2–6, [10–12] |
| Перемога  | 5.   | 28 квітня 2014  | Сеул, Korea                | Тверде   | Лю Чан       | Han Na-lae Ю Мі                | 6–4, 6–7, [10–6]  |
| Перемога  | 6.   | 25 травня 2014  | Тяньцзінь, КНР             | Тверде   | Лю Чан       | Фатіма Ан-Набхані Анкіта Райна | 6–1, 7–5          |
| Поразка   | 7.   | 6 березня 2015  | Порт-Пірі, Австралія       | Тверде   | Лю Чан       | Джессіка Мор Еббі Маєрз        | 0–6, 3–6          |
| Поразка   | 8.   | 15 березня 2015 | Мілдьюра, Австралія        | Трава    | Ван Янь      | Кувата Хірото Танака Юкі       | 2–6, 0–6          |
| Поразка   | 9.   | 25 жовтня 2015  | ITF Сучжоу, КНР            | Тверде   | Чжан Кайлінь | Ян Чжаосюань Чжан Юсюань       | 6–7(4–7), 2–6     |
| Перемога  | 7.   | 3 липня 2016    | ITF Гельсінгборг, Швеція   | Ґрунт    | Ю Сяоді      | Корнелія Лістер Анна Моргіна   | 6–4, 6–3          |